# Pogona nullarbor
Pogona nullarbor es una especie de lagarto de la familia Agamidae. Se distribuye por el sur y el oeste de Australia. Tiene una longitud total de unos 34 cm, de los que alrededor 20 son cola. En comparación con tras especies de su género, es relativamente grande, con un hocico y una cola cortas. Es ovípara y puede hibridarse con Pogona henrylawsoni. Su nombre "nullarbor" se debe a su distribución por la llanura de Nullarbor.